# Neoromán építészet
A neoromán építészet (magyarul: újromán építészet), olykor csak neoromanika a romantika egyik ágaként indult a 19. század második évtizedében. Ez az időszak volt a romanika névadásának ideje is, addig „kora középkori”, „bizánci” építőművészetről beszéltek. Gunn 1819-ben a „romaneszk”, de Gerville 1823-ban a „római művészet” kifejezést javasolta. Ezzel összefüggésben alakult ki a neoromán építészet, mely kezdetben csak felidézte a kor hangulatát, ezért is a romanika egy ága.
A második periódus már a romanikából kinőtt historizmushoz tartozik. Ekkor tanulmányozták tudományos részletességgel a román templomokat, s a neoromán építészet céljává a tökéletes másolatok létrehozása vált. 
Főleg azokban az országokban virágzott, ahol az első építészeti emlékek a kora középkorból, vagy a 9-12. századból származtak, így hazánkban, Lengyelországban. Magyarországon jellegzetes példája a Halászbástya, a Gellért-hegy duna-parti szakaszán épített erődítés. Az Egyesült Államokban és Kanadában alkalmasnak találták a romanika stílusát saját nemzeti építészetük megteremtésére, és sajátos ideális neoromanika jött létre.
A hazai neoromanika gyakran nem tisztán román stílusú, ennek példája a szegedi dóm. Az épületen gótikus támívek is helyet kaptak.
A két világháború közötti időben (1920-as, 1930-as évek) az újhistorizáló építészet keretén belül alkalmilag jelent meg a használata.